# Лейко Кіндрат Федорович
Кіндра́т Фе́дорович Ле́йко (біл. Кандрат Фёдаравіч Лейка; * 17 вересня 1860, село Збочна, тепер Слонімського району Гродненської області Білорусі,— † 6 вересня 1921, Здолбунів, тепер Рівненської області) — білоруський письменник і український тифлопедагог, піонер білоруської літератури для дітей.

## Біографія
Закінчив Озерницьке народне училище і Свислоцьку учительську семінарію. П'ять років працював учителем у Косові; тоді ж почав писати вірші для дітей (від 1883 року збереглися його поезії «Сорока», «Пісня ластівки», «Чорногуз»).
1884 року за рекомендаціями медиків переїжджає до України. Працює в Линівському початковому народному училищі, а з 1885 — Основ'янському. На початку 90-х років XIX століття його призначають начальником училища для сліпих дітей у Харкові.
На новій посаді Кіндрат Федорович виробив свої методики, широко застосовував екскурсії, опікувався професіональною освітою своїх вихованців (були відкриті ремісничі класи з плетіння, виготовлення щіток, настроювання роялів), багато уваги приділяв музичній освіті та фізичному вихованню. Організував хор та музичні гуртки. Знайшов кошти для влаштування в училищі спортивного майданчика. Запровадив для училища город, на якому вихованці самі вирощували для себе овочі. Він також боровся за громадянські права невидющих, обстоював для них безкоштовну освіту, працевлаштування та право на пенсію.
Вдосконалював свою педагогічну кваліфікацію, відвідуючи лекції в Харківському університеті (також пройшов спеціальні курси в Петербурзі. Активно друкувався в харківських російськомовних газетах «Южный край» та «Харьковские губернские ведомости», а також у петербурзькому спеціалізованому журналі «Слепец».
1905 року був звільнений як «неблагонадійний» (після цього училище прийшло в занепад). Працював у Єлисаветграді, а з 1911 — у Валках. В цей період активізується його письменницька діяльність. Друкує оповідання й вірші в славетній вільнюській білорусомовній газеті «Наша ніва» та інших білоруських виданнях. Визначним досягненням є його п'єса «Снодійний мак» (1912) — перший зразок білоруської драматургії для дітей. Також перекладав з української на білоруську. Національна спрямованість його творів яскраво проявилася в оповіданні «Таклюся-сухотниця», де героїня задається питанням: «Коли всім людям дозволено буде вчитися й молитися рідною мовою?»
1914 року Янка Купала намагався видати збірку творів Лейка, але це не відбулося через початок Першої світової війни.
1918 року Кіндрат Лейка був паралізований; родичі перевезли його до Здолбунова, де він і помер.

## Твори
Поезії
- Сарока
- Песня ластаўкі
- Бусел
- Навальніца
- Дзед і баба
- Над калыскаю
- Ядзерац
- Рабко
- Пчолы
- Песня семінарыстаў на вечарынцы
- Напрадвесні
- Зязюлька
- Апошнія хвіліны

Оповідання
- Успамін
- Кульгавы дзядзька Раман
- Таклюся-сухотніца (електронна версія [Архівовано 11 травня 2008 у Wayback Machine.])
- Лес шуміць
- Панас Крэнт
- Абмылка
- Пан Трудоўскі

Драматургія
- Снатворны мак

Вибрані статті з «Харьковских губернских ведомостей» (російською мовою)
- Возможность особого кустарного промысла в с. Основе (04.10.1889)
- Земля Основянской школы (20.04.1890)
- Григорий Федорович Квитка-Основьяненко (08.08.1893)
- Земство и кустарная промышленность [про плетіння кошиків в училищі для сліпих] (15.04.1907)